# Christian Cueva
Christian Alberto Cueva Bravo (Trujillo, 1991. november 23. –) perui labdarúgó, a São Paulo középpályása.

## Pályafutása

### Klubcsapatban
Christian Cueva pályafutását az Universidad San Martín és az Universidad César Vallejo csapataiban kezdte. 2013 januárjában már megegyezett a brazil Ponte Preta csapatával az átigazolásáról, azonban végül mégis a chilei Unión Españolához írt alá.
2013 augusztusában a spanyol Rayo Vallecano vette kölcsön.
2014-ben visszatért hazájába, és az Alianza Lima játékosa lett, majd 2015 júliusában aláírt a mexikói Tolucához. 2016. június 2-án a Cueva négy éves szerződést írt alá a brazil São Paulóval, amely csapathoz a Copa América után csatlakozott.

### A válogatottban
Peru válogatottjában 2011-ben mutatkozott be. Részt vett a 2015-ös és a 2016-os Copa Américán is, valamint tagja volt a peruiak 2018-as világbajnokságra nevezett csapatának is. Első válogatott gólját a 2015-ös tornán szerezte a Brazília ellen 2–1-re elveszített találkozón.
Az oroszországi torna első csoportmérkőzésén Dánia ellen 0-0-s állásnál tizenegyest hibázott, csapata pedig 1-0-s vereséget szenvedett.

## Statisztika

### A válogatottban
2018. június 21-én frissítve.
| Peru     | Peru          | Peru |
| Év       | Pályára lépés | Gól  |
| -------- | ------------- | ---- |
| 2011     | 2             | 0    |
| 2012     | 4             | 0    |
| 2013     | 0             | 0    |
| 2014     | 0             | 0    |
| 2015     | 13            | 1    |
| 2016     | 13            | 5    |
| 2017     | 9             | 1    |
| 2018     | 7             | 1    |
| Összesen | 48            | 8    |